# 룩셈부르크 공자 샤를 (2020년)
샤를 장 필리프 조제프 마리 기욤(Charles Jean Philippe Joseph Marie Guillaume, 2020년 5월 10일 ~ )은 룩셈부르크 대공세자 기욤과 룩셈부르크 대공세자비 스테파니에서 태어난 첫째 아들이다. 룩셈부르크의 여대공 샤를로트 산부인과 병원에서 태어났다. 또한 룩셈부르크 대공위 계승 순위에서 2위다. 그의 탄생은 끼흐슈베흑의 포트 튕겐에서 21발의 총기 경례로 축하를 맞이했다. 2020년 9월 19일에 샤를 공자는 룩셈부르크의 세인트 모리스 수도원과 클레르 보의 세인트 모러스에서 침례를 받았다.